# Trà Cổ (xã)
Trà Cổ là một xã thuộc huyện Tân Phú, tỉnh Đồng Nai, Việt Nam.
Xã có diện tích 17,15 km², dân số năm 1999 là 6562 người, mật độ dân số đạt 383 người/km².

## Hành chính
Xã Trà Cổ được chia thành 4 ấp: 1, 4, 5, 6.

## Lịch sử
Trước năm 2016, xã Trà Cổ được chia thành 6 ấp: 1, 2, 3, 4, 5, 6.
Ngày 11 tháng 8 năm 2017, Uỷ ban Nhân dân tỉnh Đồng Nai ban hành Quyết định 2817/QĐ-UBND, trong đó:
- Sáp nhập một phần ấp 2 vào ấp 1.
- Sáp nhập ấp 3 và phần còn lại của ấp 2 vào ấp 4.